# Evers en Sarlemijn

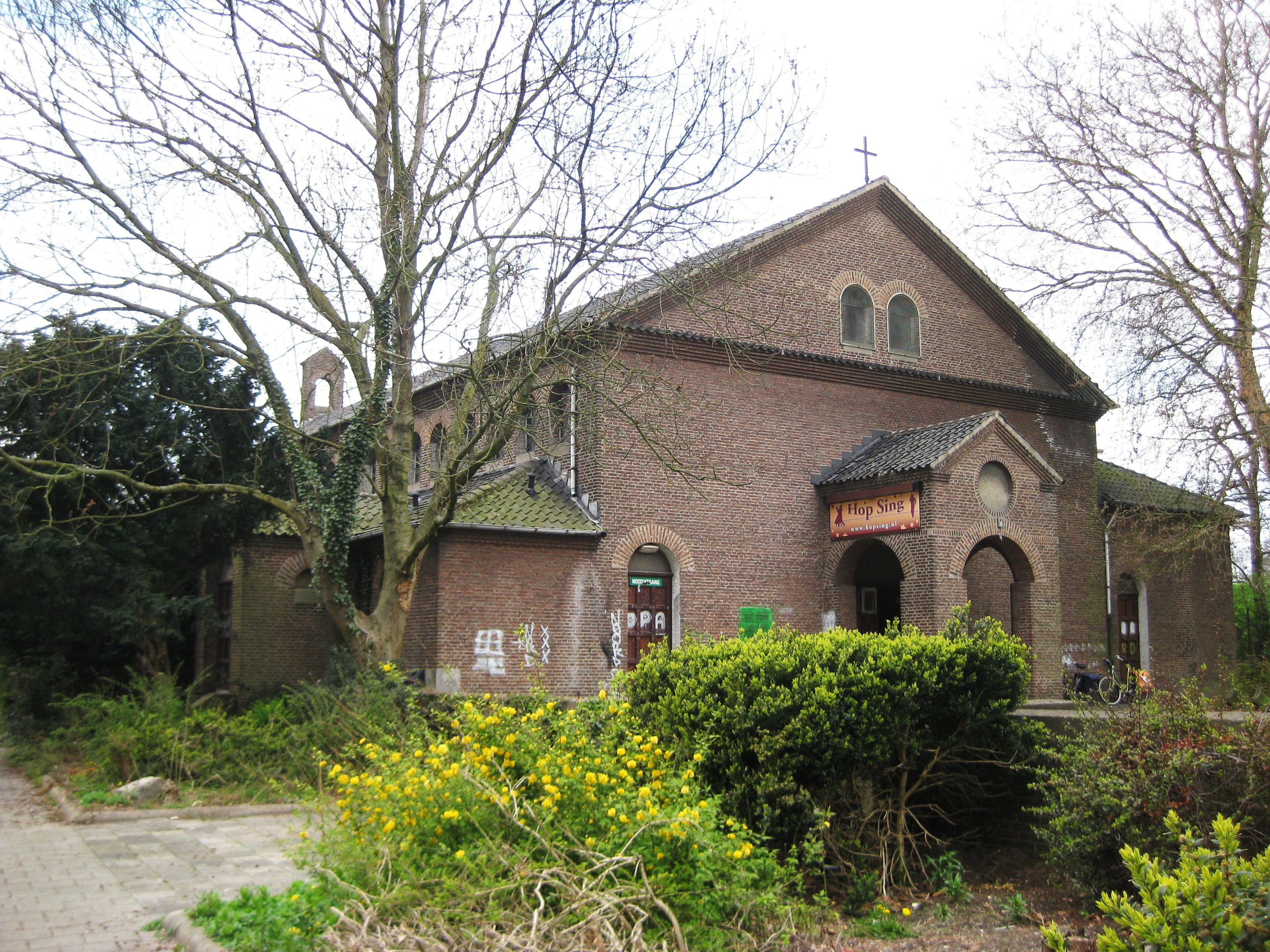
Heilig Sacramentskerk aan de Kometensingel in Tuindorp Oostzaan in Amsterdam-Noord, bouwjaar 1951.

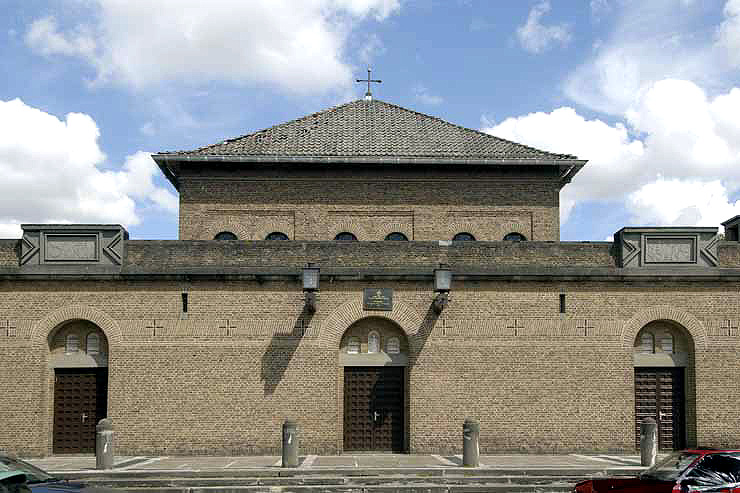
voorheen Sint-Catharinakerk aan de Burgemeester Eliasstraat in Amsterdam-Slotermeer, bouwjaar 1952/'54.

Evers en Sarlemijn was een architectenbureau in Amsterdam van de architecten A. Evers (1914-1997, Amsterdam) en G.J.M. Sarlemijn (1909-1993, Amsterdam).
Het bureau was actief tussen 1941 en 1981. Vooral in de jaren vijftig en zestig werden vele bouwwerken gerealiseerd in de in katholieke kring gangbare behoudende stijl van de Bossche School.
Na de Tweede Wereldoorlog kreeg het bureau grotere opdrachten. Het bureau bouwde kerken en schoolgebouwen en was betrokken bij woningbouw in Amstelveen, Amsterdam, Bergen op Zoom, Breda, Den Bosch, Gorinchem, Krommenie, Nijmegen, Roosendaal en Wormerveer. Tot de grotere opdrachten behoorden het Gewestelijk Arbeidsbureau in Leiden en de Psychiatrische inrichting Willibrord in Heiloo.

## Amsterdam
In Amsterdam werden onder andere gebouwd:
- Reguliersgracht 104-108 / Noorderstraat, Centrum (1941)
- Heilig Sacramentskerk, Kometensingel 150 in Tuindorp Oostzaan, Noord (1951)
- Woningen aan de Akbarstraat en het Jan van Schaffelaarplantsoen, met kapel in binnenterrein, Bos en Lommer (1951/'52) (woningen gerenoveerd 2005-2006, complex heet sindsdien "De Nieuwe Akbar")
- Voormalige Sint-Catharinakerk, Burgemeester Eliasstraat 72/74, Slotermeer (1952/'54)
- Woningen en winkels aan de Burgemeester De Vlugtlaan 97-115, Theo Dobbestraat 116-18 e.o., Slotermeer (1953/'54)
- Bakkers- en Banketbakkersschool Sint-Hubertus aan de Reinaert de Vosstraat, Bos en Lommer (1955-1960)
- Kleuterschool aan de Louis Naarstigstraat, Slotermeer (1956)
- School aan de Amundsenweg 1, Bos en Lommer (1959)
- ULO-school aan de Erik de Roodestraat 18, Bos en Lommer (1959/'60)
- Pius X Lyceum, Jacob Geelstraat 38, Slotervaart (1960-1971)
- Sint-Henricusschool aan de Louis Naarstigstraat, Slotermeer (1966)
- herstel Nieuwmarkt 25 na brand in 1976

### In andere plaatsen
- Amstelveen: Keizer Karel College
- Bergen op Zoom: diverse woningbouwprojecten
- Breda: diverse woningbouwprojecten en winkels
- 's-Hertogenbosch: diverse woningbouwprojecten
- Gorinchem: diverse woningbouwprojecten
- Heiloo: Psychiatrisch Centrum Sint-Willibrord
- Krommenie: Dr. Ariënsschool
- Leiden: Gewestelijk Arbeidsbureau en woningen
- Nijmegen: Bejaardencentrum Doddendaal en diverse woningbouwprojecten zoals de Afrika- en Bouwmeesterbuurt (Nijmegen)
- Roosendaal: diverse woningbouwprojecten
- Wormerveer: diverse schoolgebouwen